# Le Harem (film)
Pour plus de détails, voir Fiche technique et Distribution.
Le Harem (L'harem) est un film italien réalisé par Marco Ferreri en 1967.
Il met en vedette Margherita (Carroll Baker), une architecte qui refuse de se marier, et préfère garder ses trois amants qu'elle invite à passer du temps en villégiature avec elle.

## Synopsis
Margherita, architecte, est jalouse de son indépendance, au nom de laquelle elle rejette les demandes d'union stable de ses différents prétendants : Gianni, un ingénieur, Gaetano, un avocat, et Mike, un bohémien. Elle ne veut cependant pas perdre leur amitié.
Aussi, lors de vacances dans la station balnéaire de Dubrovnik, elle les réunit par une ruse dans sa villa, dans une sorte de harem à l'envers, où les fonctions administratives sont confiées à un quatrième ami, l'homosexuel René, l'eunuque du harem. Après une première période expérimentale où les trois se « donnent » successivement à Margherita, le renoncement à leur statut viril, au droit de possession, devient insupportable.
La compétition initiale entre les trois hommes se transforme en une solidarité dans la défense des prérogatives masculines, à laquelle René se joint également (« Je suis aussi un homme »). Dans un dénouement dramatique, après avoir été contrainte de se soumettre à leur pouvoir en cuisinant et en posant pour eux, Marguerite est poussée dans le vide, du haut des falaises de la station balnéaire yougoslave.

## Fiche technique
- Titre français : Le Harem[1]
- Titre original italien : L'harem[2]
- Réalisateur : Marco Ferreri
- Scénario :  Rafael Azcona, Marco Ferreri, Ugo Moretti
- Photographie : Luigi Kuveiller
- Montage : Enzo Micarelli
- Musique : Ennio Morricone, dirigé par Bruno Nicolai
- Décors : Pier Luigi Pizzi, Emanuele Benazzi Taglietti
- Costumes : Pier Luigi Pizzi, Franco Caretti
- Production : Henryk Chroscicki (it)
- Sociétés de production : Sancro International, Alexandra Prod. Cin.
- Pays de production :  Italie
- Langue originale : italien
- Format : couleurs par Technicolor - 2,35:1 - Son mono - 35 mm
- Genre : comédie dramatique
- Durée : 93 min
- Date de sortie : 
  - Italie : 10 septembre 1967
  - France : 4 juin 1975

## Distribution
- Carroll Baker : Margherita
- Gastone Moschin : Gianni, le fiancé non épousé
- Renato Salvatori : Gaetano, le prétendant à la mère encombrante
- William Berger : Mike, l'américain libéral
- Michel Le Royer : René, l'eunuque
- Clotilde Sakaroff : mère de Gaetano
- Ugo Tognazzi : lui-même

## Production

### Thèmes
« L'harem è un film che ho montato contro come l'ho girato; e che ho girato contro come l'ho scritto »
— Marco Ferreri

« Le Harem est un film que j'ai monté comme je l'ai tourné ; et que j'ai tourné comme je l'ai écrit. »
Au terme de ce processus de décantation, au cours duquel le scénario, préparé avec Rafael Azcona, a été profondément modifié, les thèmes de la crise de la relation de couple, du mariage, de la famille, constants dans la production cinématographique de Ferreri dans les années 1960, du Mari de la femme à barbe à La Semence de l'homme, ont trouvé un aboutissement nécessaire dans la misogynie. Dans le film, « le seul élément qui est nié et condamné est la femme (et non le contexte, comme dans les autres films) ». Sans la compréhension du contexte historique (la société capitaliste tardive) et social (le consumérisme, les nouveaux mouvements sociaux), qui caractérisera ses films suivants — à partir de Dillinger est mort —, il ne reste que les convulsions violentes du système patriarcal.

### Attribution des rôles
« Gli attori di cinema... sono gente che non sa cos'è il cinema... [L'attore] lo rendi parte dell'immagine lasciandolo libero...quando non lavora »
— Marco Ferreri

« Les acteurs de cinéma... sont des gens qui ne savent pas ce qu'est le cinéma... [L'acteur] vous l'intégrez à l'image en le laissant libre... quand il ne travaille pas. »

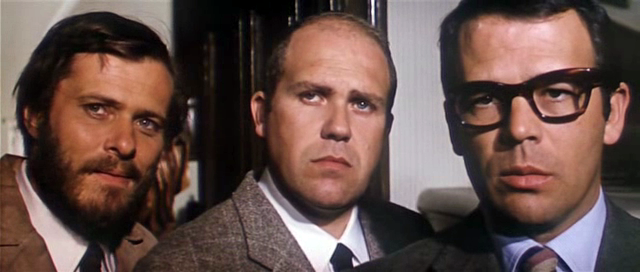
Les trois amants de Margherita, William Berger, Gastone Moschin et Renato Salvatori.

En accord avec cette vision réductrice du rôle de l'acteur, Marco Ferreri a choisi l'actrice américaine Carroll Baker, qui venait de tourner Harlow, la blonde platine (1965) de Gordon Douglas, comme vedette du film. Le rôle d'une femme à la recherche de son propre espace dans une société machiste a été confié à une actrice provenant d'un contexte culturel complètement différent et identifiée surtout aux rôles de « blonde fatale, de vamp », même si le réalisateur lui-même a déclaré avoir été influencé dans son choix surtout en regardant La Poupée de chair (1956) d'Elia Kazan « pour ce cocktail de naïveté, pour ce visage de folle au caractère bien trempé », fonctionnel, en quelque sorte, à son personnage. La diversité du personnage par rapport au stéréotype de « l'objet de désir » est également soulignée par la couleur noire des cheveux de l'actrice.
Les séquences du générique de début et de fin ont été réalisées par l'artiste du pop art Mario Schifano. Curieusement, plus tard, l'acteur William Berger, qui jouait dans le film, apparaîtra dans l'une des œuvres réalisées par l'artiste à l'aide d'une caméra à main, à savoir Carol+Bill.
L'acteur George Hilton a participé au film dans quelques scènes avec Carroll Baker qui ont été coupées au montage.
Dans un très bref caméo, Ugo Tognazzi apparaît dans son propre rôle.

### Bande originale
La musique composée par Ennio Morricone est dirigée par Bruno Nicolai, avec Bruno Battisti D'Amario (it) et Gato Barbieri comme solistes à la guitare et au saxophone respectivement.

## Exploitation
Le film a été restauré en 2000 par la Scuola nazionale di cinema.